# Le avventure del giovane Gulliver
Le avventure del giovane Gulliver (The Adventures of Gulliver) è una serie televisiva animata statunitense del 1968, creata e prodotta da Hanna-Barbera.
La serie è stata trasmessa per la prima volta negli Stati Uniti su ABC dal 14 settembre 1968 al 4 gennaio 1969, per un totale di 17 episodi ripartiti su una stagione. In Italia la serie è stata trasmessa su Rai 1 dal 18 febbraio 1972.

## Episodi
| nº | Titolo originale            | Titolo italiano        | Prima TV USA | Prima TV Italia |
| -- | --------------------------- | ---------------------- | ------------ | --------------- |
| 1  | Dangerous Journey           | La mappa del tesoro    |              |                 |
| 2  | The Valley Of Time          | Caverne senza ritorno  |              |                 |
| 3  | The Capture                 |                        |              |                 |
| 4  | The Tiny Vikings            |                        |              |                 |
| 5  | The Forbidden Pool          | La sorgente avvelenata |              |                 |
| 6  | The Perils Of The Lilliputs | In vista di Lilliput   |              |                 |
| 7  | Exit Leech                  |                        |              |                 |
| 8  | Hurricane Island            |                        |              |                 |
| 9  | Mysterious Forest           | La foresta misteriosa  |              |                 |
| 10 | Little Man Of The Year      |                        |              |                 |
| 11 | The Rescue                  |                        |              |                 |
| 12 | The Dark Sleep              |                        |              |                 |
| 13 | The Runaway                 |                        |              |                 |
| 14 | The Masquerade              |                        |              |                 |
| 15 | The Missing Crown           |                        |              |                 |
| 16 | Gulliver's Challenge        |                        |              |                 |
| 17 | The Hero                    |                        |              |                 |